# Crystal Dynamics
Crystal Dynamics er en amerikansk computerspilsudvikler lokaliseret i San Francisco, og stiftet i 1992. Crystal blev opkøbt i 1998 af Eidos Interactive, og har siden været en såkaldt "in-house developer."
Crystal Dynamics overtog Tomb Raider-serien fra Core Design fra og med Tomb Raider: Legend, hvor spillet og dets protagonist Lara Croft, undergik store forandringer for at eliminere kritikken fra den seneste udgivelse i serien. Siden har Crystal produceret de to efterfølgende titler, Tomb Raider: Anniversary og Tomb Raider: Underworld. Toby Gard, den originale skaber af Lara Croft, assisterede Crystal under designet af Legend og Anniversary, og var blandt andet ansat som ledende designer på sidstnævnte. Gard forlod før udgivelse af Tomb Raider II Core Design, fordi han ikke brød sig om den retning serien og heltinden var på vej i.